# Мохаммед аль-Файєд
Мохаммед аль-Файєд (араб. محمد الفايد; 27 січня 1929, Александрія — 30 серпня 2023, Лондон) — єгипетський підприємець, власник футбольного клубу «Фулхем» (до липня 2013 року), паризького готелю Ritz і лондонського універмагу Harrods (до 2010 року). У 2013 році статок Файєда оцінювався в 1,4 мільярда доларів США, що робить його 1031-м за рахунком у списку найбагатших людей світу.

## Біографія
Бізнесом почав займатися ще в дитинстві, продаючи саморобний лимонад. Протягом багатьох років працював у бізнесі разом з братом своєї дружини Аднаном Хашоггі. В молодості разом з братами заснував компанію, яка займалася вантажоперевезеннями з Єгипту, незабаром обзавівся офісами в Генуї та Лондоні. У 1964 році зблизився з гаїтянські диктатором Франсуа Дювальє і планував побудувати на Гаїті нафтопереробний завод, але через півроку відмовився від цієї ідеї. У середині 1960-х років переїхав на постійне проживання в Лондон, тоді ж встановив ділові відносини з шейхом Дубая, в 1966 році став економічним радником султана Брунею. У 1975 році недовго входив до складу ради директорів гірничодобувної компанії Lonrho. У 1979 році купив готель Ritz у Парижі, в 1984 році разом з братами став власником частки в 30 % холдингу House of Fraser, куди в тому числі входив універмаг Harrods, а в 1985 році вони викупили частку, що залишилась. З 1987 року активно займається благодійністю. У 1990-ті роки був фігурантом декількох кримінальних справ за підозрою в розкраданні і шахрайстві. У 2003—2005 роках жив у Швейцарії, але потім повернувся до Великої Британії. У 2010 році продав універмаг Harrods, а в липні 2013 року — «Фулхем».
Будучи другом Майкла Джексона, в 2011 році встановив йому пам'ятник біля стадіону «Фулхем». Після продажу клубу новому власникові пам'ятник був демонтований.
Мохаммед Аль-Файєд, батько Доді аль-Файєда — близького друга Діани, принцеси Уельської. Коли 31 серпня 1997 року вони загинули в автокатастрофі, Мохаммед звинуватив у загибелі британську секретну службу. Він також намагався довести, що аварія в Парижі не була нещасним випадком, а була спланованим замахом на життя принцеси. На його думку, королівська сім'я не хотіла бачити єгиптянина в якості «вітчима» майбутнього короля Великої Британії.

## Кіновтілення
В телефільмі «Діана: останні дні принцеси» (2007 рік) Мохаммеда аль-Файєда зіграв Надім Савалха. У п'ятому сезоні серіалу «Корона» (Велика Британія, 2022 рік) роль втілив Салім Дау.